# Liste der Monuments historiques in Montpellier-de-Médillan
Die Liste der Monuments historiques in Montpellier-de-Médillan führt die Monuments historiques in der französischen Gemeinde Montpellier-de-Médillan auf.

## Liste der Bauwerke
| Bezeichnung      | Beschreibung              | Standort | Kennzeichnung | Schutzstatus | Datum | Bild           |
| ---------------- | ------------------------- | -------- | ------------- | ------------ | ----- | -------------- |
| Kirche St-Martin | Erbaut im 12. Jahrhundert | (Lage)   | PA00104816    | Classé       | 1913  | weitere Bilder |